# Vesleskarvet
Das Vesleskarvet (norwegisch für Kleiner karger Berg) ist ein Felsenkliff im ostantarktischen Königin-Maud-Land. Auf der Westseite des Ahlmannryggen ragt es nördlich des Lorentzenpiggen auf. Es ist Standort der der südafrikanischen Forschungsstation SANAE IV.
Norwegische Kartographen gaben dem Kliff seinen Namen und kartierten es anhand von Vermessungen und Luftaufnahmen der Norwegisch-Britisch-Schwedischen Antarktisexpedition (1949–1952) sowie mittels zwischen 1958 und 1959 entstandenen Luftaufnahmen der Dritten Norwegischen Antarktisexpedition (1956–1960).